# William Losh
William Losh (Carlisle, 1770 – Ellison Place, Newcastle, 4 de agosto de 1861) fue un químico e industrial británico, a quien se le atribuye la introducción del proceso Leblanc para la fabricación de álcalis en el Reino Unido. 

## Semblanza
Losh trabajaba en un negocio familiar, Losh, Wilson y Bell, fabricando productos químicos en Walker-on-Tyne, cerca de Newcastle upon Tyne, Inglaterra. La firma fabricaba álcalis y oteas sales mediante los procesos patentados por Archibald Cochrane. Losh visitó París en 1802, donde conoció el proceso de Leblanc que comenzó a usar en su propia fábrica.
Losh también se involucró en el desarrollo de los primeros ferrocarriles, cuando colaboró con George Stephenson en el desarrollo de raíles mejorados de hierro fundido para que no se rompieran tan fácilmente como los rieles existentes. En ese momento, Losh poseía una forja en Walker, donde se podían fabricar los nuevos rieles. Posteriormente, cuando Stephenson estaba construyendo el Ferrocarril de Stockton y Darlington, decidió utilizar rieles de hierro forjado obtenidos de la Fundición de Bedlington. Esto causó una ruptura permanente con William Losh, quien pensaba que había llegado a un acuerdo con Stephenson para usar sus propios carriles.
Se retiró del negocio del álcali en 1831. Además de su negocio de productos químicos, también trabajó como agente de minería y como cónsul para Prusia, los países escandinavos, y más adelante, para Turquía.